# Bezirk Lavaux
Der Bezirk Lavaux (französisch District de Lavaux) war bis zum 31. August 2006 eine Verwaltungseinheit im Kanton Waadt in der Schweiz. Hauptort war Cully. Der Bezirk war in die drei Kreise (französisch cercles) Cully, Lutry und Saint-Saphorin aufgeteilt.
Der Bezirk bestand aus 12 Gemeinden, war 78,84 km² gross und zählte 23'861 Einwohner (Ende 2006).
| Name der Gemeinde       | Einwohner (31. Dez. 2006) | Fläche in km² | Einw. pro km² | Kreis (Cercle) |
| ----------------------- | ------------------------- | ------------- | ------------- | -------------- |
| Cully                   | 1746                      | 2,37          | 737           | Cully          |
| Epesses                 | 332                       | 1,60          | 208           | Cully          |
| Forel (Lavaux)          | 1817                      | 18,51         | 98            | Cully          |
| Grandvaux               | 1955                      | 2,95          | 663           | Cully          |
| Riex                    | 281                       | 1,37          | 205           | Cully          |
| Villette (Lavaux)       | 598                       | 1,36          | 440           | Cully          |
| Lutry                   | 8732                      | 8,46          | 1032          | Lutry          |
| Savigny                 | 3287                      | 16,01         | 205           | Lutry          |
| Chexbres                | 1996                      | 2,15          | 928           | Saint-Saphorin |
| Puidoux                 | 2403                      | 22,86         | 105           | Saint-Saphorin |
| Rivaz                   | 357                       | 0,31          | 1152          | Saint-Saphorin |
| Saint-Saphorin (Lavaux) | 357                       | 0,89          | 401           | Saint-Saphorin |
| Bezirk Lavaux (12)      | 23'861                    | 78,84         | 303           | (3)            |

## Veränderungen im Gemeindebestand

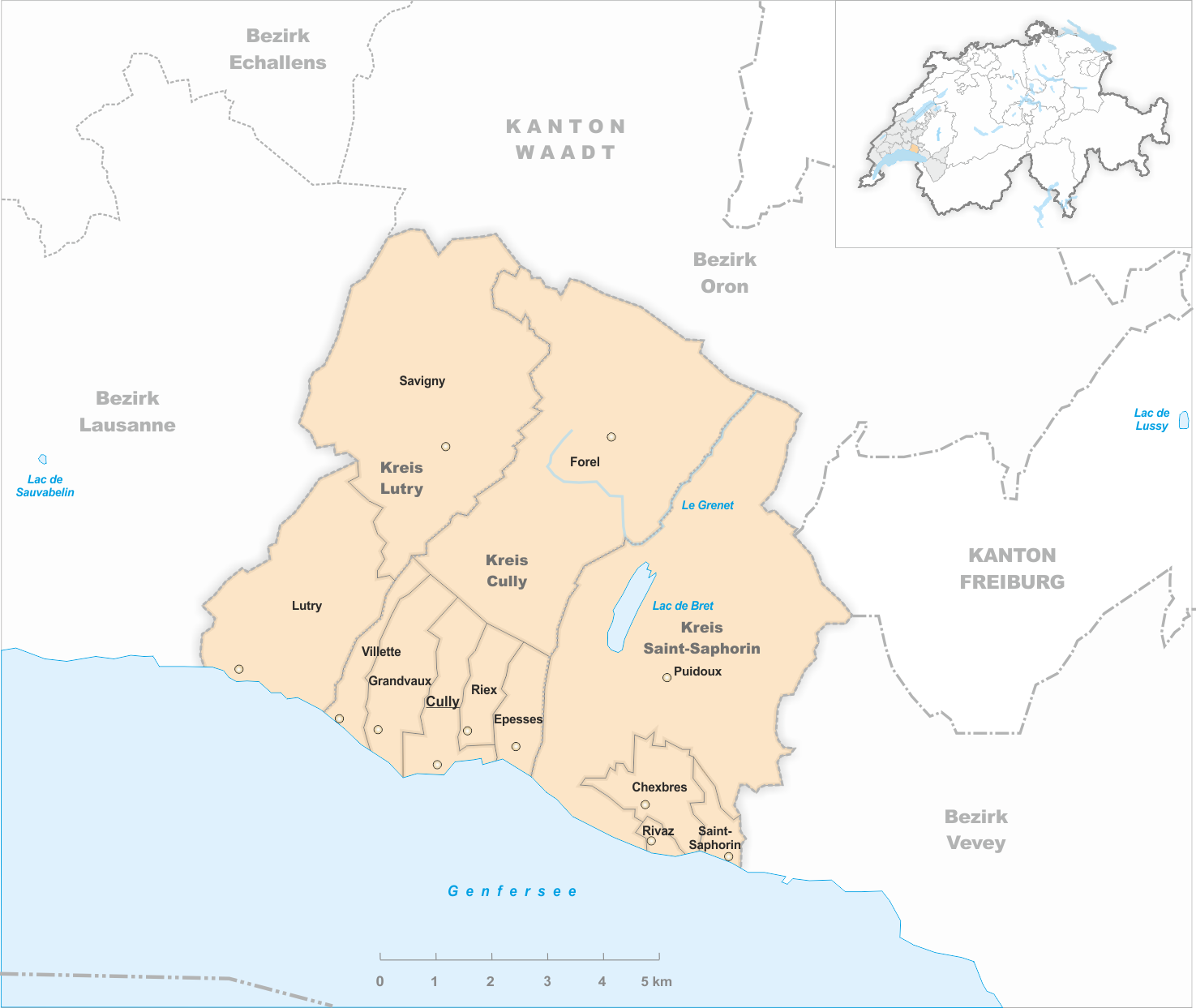
Gemeinden bis 2006

- 1. September 2006: Bezirkswechsel aller Gemeinden des Bezirks Lavaux → Bezirk Lavaux-Oron